# Serie A (Italia) 2023-24
La Serie A 2023-24 fue la nonagésima segunda edición de la máxima competición futbolística de Italia, desde su creación en 1929. 
El Inter de Milán se consagró campeón luego de superar al A.C. Milán, por 2-1 en la fecha 33 de la competencia.
Un total de 20 equipos participaron en la competición, incluyendo 17 equipos de la temporada anterior y 3 provenientes de la Serie B 2022-23.

## Relevos
Spezia, Cremonese y Sampdoria descendieron después de tres, uno y diez años respectivamente, en la máxima categoría. Fueron reemplazados por Frosinone, Genoa y Cagliari. Frosinone regresó a la máxima categoría después de cuatro años de ausencia, mientras que Genoa y Cagliari, regresaron ambos después de un año de ausencia.
| Pos. | Descendidos a Serie B |
| ---- | --------------------- |
| 18.º | Spezia                |
| 19.º | Cremonese             |
| 20.º | Sampdoria             |

| Pos.  | Ascendidos de Serie B |
| ----- | --------------------- |
| 1.º   | Frosinone             |
| 2.º   | Genoa                 |
| Prom. | Cagliari              |

## Información de los equipos
| Equipo         | Ciudad    | Entrenador           | Capitán                 | Estadio                             | Capacidad | Proveedor  | Patrocinador (Pecho)          | Patrocinador (Manga)           |
| -------------- | --------- | -------------------- | ----------------------- | ----------------------------------- | --------- | ---------- | ----------------------------- | ------------------------------ |
| Atalanta       | Bérgamo   | Gian Piero Gasperini | Rafael Tolói            | Gewiss Stadium                      | 21 000    | Joma       |                               | Gewiss                         |
| Bologna        | Bolonia   | Thiago Motta         | Lewis Ferguson          | Estadio Renato Dall'Ara             | 36 462    | Macron     | Saputo                        | Selenella                      |
| Cagliari       | Cagliari  | Claudio Ranieri      | Leonardo Pavoletti      | Unipol Domus                        | 16 416    | EYE Sport  | Sardegna Artigianato          | Ichnusa                        |
| Empoli         | Empoli    | Davide Nicola        | Sebastiano Luperto      | Estadio Carlo Castellani            | 16 284    | Kappa      | Computer Gross                | Pediátrica                     |
| Fiorentina     | Florencia | Vincenzo Italiano    | Cristiano Biraghi       | Estadio Artemio Franchi             | 43 147    | Kappa      | Mediacom                      | Holding Lamioni                |
| Frosinone      | Frosinone | Eusebio Di Francesco | Luca Mazzitelli         | Estadio Benito Stirpe               | 16 227    | Zeus Sport | Banca Popolare del Frusinate  | Polsinelli Enologia            |
| Genoa          | Génova    | Alberto Gilardino    | Milan Badelj            | Estadio Luigi Ferraris              | 36 599    | Kappa      | Pulsee Energy                 |                                |
| Hellas Verona  | Verona    | Marco Baroni         | Milan Đurić             | Estadio Marcantonio Bentegodi       | 31 045    | Joma       | Sinergy Luce e Gas            | VetroCar                       |
| Inter de Milán | Milán     | Simone Inzaghi       | Lautaro Martínez        | Estadio Giuseppe Meazza             | 75 923    | Nike       | Paramount+                    | Lenovo                         |
| Juventus       | Turín     | Paolo Montero INT    | Danilo                  | Allianz Stadium                     | 41 507    | Adidas     | Jeep                          | Cygames                        |
| Lazio          | Roma      | Igor Tudor           | Ciro Immobile           | Estadio Olímpico de Roma            | 70 634    | Mizuno     |                               | Aeroitalia                     |
| Lecce          | Lecce     | Luca Gotti           | Gabriel Strefezza       | Estadio Via del Mare                | 40 670    | M908       | DEGHI                         |                                |
| Milan          | Milán     | Stefano Pioli        | Davide Calabria         | San Siro                            | 75 923    | Puma       | Emirates                      | wefox                          |
| Monza          | Monza     | Raffaele Palladino   | Matteo Pessina          | U-Power Stadium                     | 15 039    | Lotto      | Motorola Mobility             | Pontenossa                     |
| Napoli         | Nápoles   | Francesco Calzona    | Giovanni Di Lorenzo     | Estadio Diego Armando Maradona      | 54 726    | EA7        | MSC                           | Upbit                          |
| Roma           | Roma      | Daniele De Rossi     | Lorenzo Pellegrini      | Estadio Olímpico de Roma            | 70 634    | Adidas     | Riyadh Season                 | Auberge Resorts                |
| Salernitana    | Salerno   | Stefano Colantuono   | Federico Fazio          | Estadio Arechi                      | 37 180    | Zeus Sport | CIVITUS                       | Università degli Studi eCampus |
| Sassuolo       | Sassuolo  | Davide Ballardini    | Gian Marco Ferrari      | MAPEI Stadium - Città del Tricolore | 21 525    | Puma       | Mapei                         |                                |
| Torino         | Turín     | Ivan Jurić           | Ricardo Rodríguez Araya | Estadio Olímpico de Turín           | 28 177    | Joma       | Suzuki                        | EdiliziAcrobatica              |
| Udinese        | Údine     | Fabio Cannavaro      | Walace                  | Dacia Arena                         | 25 144    | Macron     | Io Sono Friuli Venezia Giulia | Bluenergy                      |

### Cambios de entrenadores
| Equipo        | Entrenador (Jornadas)          | Fecha de vacante         | Tipo de salida     | Posición en la tabla | Entrenador entrante       | Fecha de nombramiento    |
| ------------- | ------------------------------ | ------------------------ | ------------------ | -------------------- | ------------------------- | ------------------------ |
| Napoli        | Luciano Spalletti              | 1 de junio de 2023       | Renuncia           | Pretemporada         | Rudi García               | 15 de junio de 2023      |
| Frosinone     | Fabio Grosso                   | 14 de junio de 2023      | Fin de contrato    | Pretemporada         | Eusebio Di Francesco      | 1 de julio de 2023       |
| Lecce         | Marco Baroni                   | 20 de junio de 2023      | Fin de contrato    | Pretemporada         | Roberto D'Aversa          | 27 de junio de 2023      |
| Hellas Verona | Marco Zaffaroni                | 27 de junio de 2023      | Fin de contrato    | Pretemporada         | Marco Baroni              | 1 de julio de 2023       |
| Empoli        | Paolo Zanetti (1–4)            | 19 de septiembre de 2023 | Despedido          | 20.º                 | Aurelio Andreazzoli       | 19 de septiembre de 2023 |
| Salernitana   | Paulo Sousa (1–8)              | 10 de octubre de 2023    | Despedido          | 19.º                 | Filippo Inzaghi           | 10 de octubre de 2023    |
| Udinese       | Andrea Sottil (1–9)            | 24 de octubre de 2023    | Despedido          | 18.º                 | Gabriele Cioffi           | 25 de octubre de 2023    |
| Napoli        | Rudi García (1–12)             | 14 de noviembre de 2023  | Despedido          | 4.º                  | Walter Mazzarri           | 14 de noviembre de 2023  |
| Empoli        | Aurelio Andreazzoli (5–20)     | 15 de enero de 2024      | Despedido          | 19.º                 | Davide Nicola             | 15 de enero de 2024      |
| Roma          | José Mourinho (1–20)           | 16 de enero de 2024      | Despedido          | 9.º                  | Daniele De Rossi          | 16 de enero de 2024      |
| Salernitana   | Filippo Inzaghi (9–24)         | 11 de febrero de 2024    | Despedido          | 20.º                 | Fabio Liverani            | 11 de febrero de 2024    |
| Napoli        | Walter Mazzarri (13–25)        | 19 de febrero de 2024    | Despedido          | 9.º                  | Francesco Calzona         | 19 de febrero de 2024    |
| Sassuolo      | Alessio Dionisi (1–20, 22–26)  | 25 de febrero de 2024    | Despedido          | 18.º                 | Emiliano Bigica INT       | 25 de febrero de 2024    |
| Sassuolo      | Emiliano Bigica INT (21)       | 1 de marzo de 2024       | Fin de interinidad | 18.º                 | Davide Ballardini         | 1 de marzo de 2024       |
| Lecce         | Roberto D'Aversa (1–28)        | 11 de marzo de 2024      | Despedido          | 13.º                 | Luca Gotti                | 13 de marzo de 2024      |
| Lazio         | Maurizio Sarri (1–28)          | 13 de marzo de 2024      | Dimisión           | 9.º                  | Giovanni Martusciello INT | 13 de marzo de 2024      |
| Lazio         | Giovanni Martusciello INT (29) | 18 de marzo de 2024      | Fin de interinidad | 9.º                  | Igor Tudor                | 18 de marzo de 2024      |
| Salernitana   | Fabio Liverani (25–29)         | 19 de marzo de 2024      | Despedido          | 20.º                 | Stefano Colantuono        | 19 de marzo de 2024      |
| Udinese       | Gabriele Cioffi (10–33)        | 22 de abril de 2024      | Despedido          | 18.º                 | Fabio Cannavaro           | 22 de abril de 2024      |
| Juventus      | Massimiliano Allegri (1–36)    | 17 de mayo de 2024       | Despedido          | 4.º                  | Paolo Montero INT         | 19 de mayo de 2024       |

## Localización
| Lombardía           | 4 | Atalanta, Inter, Milan y Monza | Atalanta Bologna Cagliari Empoli Fiorentina Frosinone Genoa Hellas Verona Inter · Milan Juventus · Torino Lazio · Roma Lecce Monza Napoli Salernitana Sassuolo Udinese |
| Lacio               | 3 | Frosinone, Lazio y Roma        | Atalanta Bologna Cagliari Empoli Fiorentina Frosinone Genoa Hellas Verona Inter · Milan Juventus · Torino Lazio · Roma Lecce Monza Napoli Salernitana Sassuolo Udinese |
| Campania            | 2 | Napoli y Salernitana           | Atalanta Bologna Cagliari Empoli Fiorentina Frosinone Genoa Hellas Verona Inter · Milan Juventus · Torino Lazio · Roma Lecce Monza Napoli Salernitana Sassuolo Udinese |
| Emilia-Romaña       | 2 | Bologna y Sassuolo             | Atalanta Bologna Cagliari Empoli Fiorentina Frosinone Genoa Hellas Verona Inter · Milan Juventus · Torino Lazio · Roma Lecce Monza Napoli Salernitana Sassuolo Udinese |
| Piamonte            | 2 | Juventus y Torino              | Atalanta Bologna Cagliari Empoli Fiorentina Frosinone Genoa Hellas Verona Inter · Milan Juventus · Torino Lazio · Roma Lecce Monza Napoli Salernitana Sassuolo Udinese |
| Toscana             | 2 | Empoli y Fiorentina            | Atalanta Bologna Cagliari Empoli Fiorentina Frosinone Genoa Hellas Verona Inter · Milan Juventus · Torino Lazio · Roma Lecce Monza Napoli Salernitana Sassuolo Udinese |
| Apulia              | 1 | Lecce                          | Atalanta Bologna Cagliari Empoli Fiorentina Frosinone Genoa Hellas Verona Inter · Milan Juventus · Torino Lazio · Roma Lecce Monza Napoli Salernitana Sassuolo Udinese |
| Cerdeña             | 1 | Cagliari                       | Atalanta Bologna Cagliari Empoli Fiorentina Frosinone Genoa Hellas Verona Inter · Milan Juventus · Torino Lazio · Roma Lecce Monza Napoli Salernitana Sassuolo Udinese |
| Friul-Venecia Julia | 1 | Udinese                        | Atalanta Bologna Cagliari Empoli Fiorentina Frosinone Genoa Hellas Verona Inter · Milan Juventus · Torino Lazio · Roma Lecce Monza Napoli Salernitana Sassuolo Udinese |
| Liguria             | 1 | Genoa                          | Atalanta Bologna Cagliari Empoli Fiorentina Frosinone Genoa Hellas Verona Inter · Milan Juventus · Torino Lazio · Roma Lecce Monza Napoli Salernitana Sassuolo Udinese |
| Véneto              | 1 | Hellas Verona                  | Atalanta Bologna Cagliari Empoli Fiorentina Frosinone Genoa Hellas Verona Inter · Milan Juventus · Torino Lazio · Roma Lecce Monza Napoli Salernitana Sassuolo Udinese |

## Desarrollo

### Clasificación
| Pos. | Equipo             | Pts. | PJ | G  | E  | P  | GF | GC | Dif. | Clasificación 2024–25                    |
| ---- | ------------------ | ---- | -- | -- | -- | -- | -- | -- | ---- | ---------------------------------------- |
| 1    | Inter de Milán (C) | 94   | 38 | 29 | 7  | 2  | 89 | 22 | +67  | Fase de liga de la Liga de Campeones     |
| 2    | Milan              | 75   | 38 | 22 | 9  | 7  | 76 | 49 | +27  | Fase de liga de la Liga de Campeones     |
| 3    | Juventus           | 71   | 38 | 19 | 14 | 5  | 54 | 31 | +23  | Fase de liga de la Liga de Campeones     |
| 4    | Atalanta           | 69   | 38 | 21 | 6  | 11 | 72 | 42 | +30  | Fase de liga de la Liga de Campeones     |
| 5    | Bologna            | 68   | 38 | 18 | 14 | 6  | 54 | 32 | +22  | Fase de liga de la Liga de Campeones     |
| 6    | Roma               | 63   | 38 | 18 | 9  | 11 | 65 | 46 | +19  | Fase de liga de la Liga Europa           |
| 7    | Lazio              | 61   | 38 | 18 | 7  | 13 | 49 | 39 | +10  | Fase de liga de la Liga Europa           |
| 8    | Fiorentina         | 60   | 38 | 17 | 9  | 12 | 61 | 46 | +15  | Ronda de play-off de la Liga Conferencia |
| 9    | Torino             | 53   | 38 | 13 | 14 | 11 | 36 | 36 | 0    |                                          |
| 10   | Napoli             | 53   | 38 | 13 | 14 | 11 | 55 | 48 | +7   |                                          |
| 11   | Genoa              | 49   | 38 | 12 | 13 | 13 | 45 | 45 | 0    |                                          |
| 12   | Monza              | 45   | 38 | 11 | 12 | 15 | 39 | 51 | −12  |                                          |
| 13   | Hellas Verona      | 38   | 38 | 9  | 11 | 18 | 38 | 51 | −13  |                                          |
| 14   | Lecce              | 38   | 38 | 8  | 14 | 16 | 32 | 54 | −22  |                                          |
| 15   | Udinese            | 37   | 38 | 6  | 19 | 13 | 37 | 53 | −16  |                                          |
| 16   | Cagliari           | 36   | 38 | 8  | 12 | 18 | 42 | 68 | −26  |                                          |
| 17   | Empoli             | 36   | 38 | 9  | 9  | 20 | 29 | 54 | −25  |                                          |
| 18   | Frosinone (D)      | 35   | 38 | 8  | 11 | 19 | 44 | 69 | −25  | Descenso a la Serie B                    |
| 19   | Sassuolo (D)       | 30   | 38 | 7  | 9  | 22 | 43 | 75 | −32  | Descenso a la Serie B                    |
| 20   | Salernitana (D)    | 17   | 38 | 2  | 11 | 25 | 32 | 81 | −49  | Descenso a la Serie B                    |

Actualizado a los partidos jugados el 26 de mayo de 2024.
 Fuente: Serie A
Criterios de clasificación: Puntos · Desempate para equipo campeón y/o tercer equipo relegado  · Enfrentamientos directos · Diferencia de goles en enfrentamientos directos · Diferencia de goles · Goles a favor
Notas:
1. ↑  La Serie A ganó un lugar adicional en la Liga de Campeones como resultado de que Italia terminó como una de las dos federaciones con mayor coeficiente de puntos de la UEFA en 2023-24. Este premio es secundario a los derechos de los campeones de la Liga de Campeones y la Liga Europa.[56][57]
2. ↑  Dado que el campeón de la Copa Italia 2023-24, la Juventus, clasificó a la Liga de Campeones por su posición en la liga y por el cupo adicional para la Serie A por el rendimiento, la segunda plaza de la Liga Europa se trasladó al séptimo clasificado y el cupo para la Liga Conferencia se le adjudicará al octavo puesto.

|                                    |
|                                    |
| Campeón Inter de Milán 20.º título |

### Evolución de la clasificación
| Equipo         | 01 | 02 | 03 | 04 | 05 | 06 | 07 | 08 | 09 | 10 | 11 | 12 | 13 | 14 | 15 | 16 | 17 | 18 | 19 | 20 | 21  | 22  | 23  | 24  | 25  | 26 | 27 | 28 | 29 | 30  | 31  | 32  | 33 | 34 | 35 | 36 | 37 | 38 |
| Equipo         |    |    |    |    |    |    |    |    |    |    |    |    |    |    |    |    |    |    |    |    |     |     |     |     |     |    |    |    |    |     |     |     |    |    |    |    |    |    |
| -------------- | -- | -- | -- | -- | -- | -- | -- | -- | -- | -- | -- | -- | -- | -- | -- | -- | -- | -- | -- | -- | --- | --- | --- | --- | --- | -- | -- | -- | -- | --- | --- | --- | -- | -- | -- | -- | -- | -- |
| Inter de Milán | 5  | 3  | 1  | 1  | 1  | 1  | 1  | 2  | 1  | 1  | 1  | 1  | 1  | 1  | 1  | 1  | 1  | 1  | 1  | 1  | 2*  | 1*  | 1*  | 1*  | 1*  | 1  | 1  | 1  | 1  | 1   | 1   | 1   | 1  | 1  | 1  | 1  | 1  | 1  |
| Milan          | 6  | 1  | 2  | 3  | 2  | 2  | 2  | 1  | 2  | 3  | 3  | 3  | 3  | 3  | 3  | 3  | 3  | 3  | 3  | 3  | 3   | 3   | 3   | 3   | 3   | 3  | 3  | 2  | 2  | 2   | 2   | 2   | 2  | 2  | 2  | 2  | 2  | 2  |
| Juventus       | 2  | 6  | 3  | 2  | 4  | 3  | 4  | 3  | 3  | 2  | 2  | 2  | 2  | 2  | 2  | 2  | 2  | 2  | 2  | 2  | 1   | 2   | 2   | 2   | 2   | 2  | 2  | 3  | 3  | 3   | 3   | 3   | 3  | 3  | 3  | 4  | 4  | 3  |
| Atalanta       | 4  | 8  | 5  | 10 | 6  | 4  | 6  | 6  | 6  | 4  | 5  | 5  | 7  | 8  | 8  | 7  | 8  | 6  | 6  | 5  | 5*  | 4*  | 4*  | 4*  | 4*  | 5  | 6  | 6  | 6* | 6*  | 6*  | 6*  | 6* | 6* | 5* | 5* | 5* | 4* |
| Bologna        | 17 | 14 | 9  | 11 | 11 | 13 | 8  | 11 | 8  | 8  | 6  | 8  | 6  | 7  | 5  | 4  | 4  | 5  | 5  | 7  | 7*  | 8*  | 6*  | 5   | 5   | 4  | 4  | 4  | 4  | 4   | 4   | 4   | 4  | 4  | 4  | 3  | 3  | 5  |
| Roma           | 9  | 13 | 18 | 12 | 13 | 16 | 13 | 10 | 7  | 9  | 7  | 7  | 5  | 4  | 4  | 8  | 6  | 7  | 8  | 9  | 8   | 5   | 5   | 6   | 6   | 6  | 5  | 5  | 5  | 5   | 5   | 5*  | 5  | 5  | 6  | 6  | 6  | 6  |
| Lazio          | 13 | 18 | 12 | 15 | 15 | 12 | 16 | 13 | 9  | 7  | 10 | 10 | 11 | 9  | 10 | 11 | 9  | 9  | 7  | 6  | 6*  | 7*  | 9*  | 7*  | 7   | 8  | 9  | 9  | 9  | 7   | 8   | 7   | 7  | 7  | 7  | 7  | 7  | 7  |
| Fiorentina     | 1  | 5  | 8  | 8  | 5  | 7  | 5  | 4  | 5  | 6  | 8  | 6  | 8  | 6  | 7  | 6  | 5  | 4  | 4  | 4  | 4*  | 6*  | 8*  | 8   | 8   | 7  | 8  | 8  | 8* | 10* | 10* | 10* | 9* | 8* | 9* | 8* | 8* | 8* |
| Torino         | 12 | 16 | 11 | 7  | 9  | 10 | 10 | 14 | 14 | 13 | 12 | 11 | 12 | 10 | 11 | 9  | 10 | 10 | 10 | 10 | 10* | 10* | 10* | 10* | 10  | 10 | 10 | 11 | 11 | 9   | 9   | 9   | 10 | 10 | 10 | 10 | 9  | 9  |
| Napoli         | 3  | 2  | 6  | 5  | 7  | 5  | 3  | 5  | 4  | 5  | 4  | 4  | 4  | 5  | 6  | 5  | 7  | 8  | 9  | 8  | 9*  | 9*  | 7*  | 9*  | 9*  | 9  | 7  | 7  | 7  | 8   | 7   | 8   | 8  | 9  | 8  | 9  | 10 | 10 |
| Genoa          | 19 | 11 | 15 | 13 | 16 | 11 | 14 | 15 | 15 | 14 | 14 | 13 | 15 | 14 | 14 | 14 | 13 | 12 | 12 | 12 | 11  | 11  | 11  | 12  | 12  | 12 | 12 | 12 | 12 | 12  | 12  | 12  | 12 | 12 | 12 | 11 | 11 | 11 |
| Monza          | 16 | 9  | 14 | 14 | 14 | 15 | 12 | 7  | 11 | 10 | 9  | 9  | 9  | 11 | 9  | 10 | 11 | 11 | 11 | 11 | 12  | 12  | 12  | 11  | 11  | 11 | 11 | 10 | 10 | 11  | 11  | 11  | 11 | 11 | 11 | 12 | 12 | 12 |
| Hellas Verona  | 8  | 4  | 7  | 9  | 10 | 14 | 15 | 16 | 16 | 16 | 18 | 19 | 19 | 18 | 19 | 19 | 16 | 17 | 18 | 18 | 18  | 16  | 17  | 18  | 18  | 17 | 17 | 14 | 15 | 15  | 17  | 17  | 15 | 15 | 14 | 14 | 13 | 13 |
| Lecce          | 7  | 7  | 4  | 4  | 3  | 6  | 7  | 9  | 10 | 11 | 13 | 14 | 13 | 13 | 13 | 12 | 12 | 13 | 13 | 13 | 14  | 14  | 13  | 13  | 13  | 14 | 13 | 16 | 13 | 13  | 14  | 13  | 13 | 13 | 13 | 13 | 14 | 14 |
| Udinese        | 20 | 17 | 17 | 16 | 18 | 18 | 17 | 17 | 18 | 17 | 16 | 16 | 16 | 16 | 17 | 17 | 17 | 15 | 16 | 16 | 16  | 17  | 16  | 15  | 14  | 15 | 15 | 13 | 14 | 14  | 15  | 15* | 17 | 18 | 18 | 15 | 17 | 15 |
| Empoli         | 14 | 19 | 20 | 20 | 20 | 19 | 19 | 18 | 17 | 18 | 19 | 17 | 18 | 17 | 18 | 18 | 19 | 19 | 19 | 19 | 19  | 19  | 19  | 16  | 16  | 13 | 14 | 17 | 17 | 18  | 16  | 16  | 16 | 17 | 17 | 18 | 18 | 16 |
| Cagliari       | 11 | 15 | 19 | 18 | 19 | 20 | 20 | 20 | 20 | 19 | 17 | 18 | 17 | 19 | 16 | 16 | 18 | 18 | 17 | 17 | 17  | 18  | 18  | 19  | 19  | 19 | 18 | 15 | 16 | 16  | 13  | 14  | 14 | 14 | 15 | 16 | 15 | 17 |
| Frosinone      | 15 | 10 | 10 | 6  | 8  | 8  | 9  | 8  | 12 | 12 | 11 | 12 | 10 | 12 | 12 | 13 | 14 | 14 | 15 | 15 | 13  | 13  | 14  | 14  | 15  | 16 | 16 | 18 | 18 | 17  | 18  | 18  | 18 | 16 | 16 | 17 | 16 | 18 |
| Sassuolo       | 18 | 20 | 13 | 17 | 12 | 9  | 11 | 12 | 13 | 15 | 15 | 15 | 14 | 15 | 15 | 15 | 15 | 16 | 14 | 14 | 15* | 15* | 15* | 17* | 17* | 18 | 19 | 19 | 19 | 19  | 19  | 19  | 19 | 19 | 19 | 19 | 19 | 19 |
| Salernitana    | 10 | 12 | 16 | 19 | 17 | 17 | 18 | 19 | 19 | 20 | 20 | 20 | 20 | 20 | 20 | 20 | 20 | 20 | 20 | 20 | 20  | 20  | 20  | 20  | 20  | 20 | 20 | 20 | 20 | 20  | 20  | 20  | 20 | 20 | 20 | 20 | 20 | 20 |

* Indica la posición en la que se encuentra un equipo que tiene al menos un partido aplazado en jornadas anteriores.

## Resultados

### Primera vuelta
| Empoli         | 0 – 1 | Hellas Verona | Carlo Castellani          | 19 de agosto | 18:30 | 7 940  |
| Frosinone      | 1 – 3 | Napoli        | Benito Stirpe             | 19 de agosto | 18:30 | 15 822 |
| Genoa          | 1 – 4 | Fiorentina    | Luigi Ferraris            | 19 de agosto | 20:45 | 33 045 |
| Inter de Milán | 2 – 0 | Monza         | Giuseppe Meazza           | 19 de agosto | 20:45 | 72 509 |
| Roma           | 2 – 2 | Salernitana   | Olímpico de Roma          | 20 de agosto | 18:30 | 62 050 |
| Sassuolo       | 0 – 2 | Atalanta      | Mapei-Città del Tricolore | 20 de agosto | 18:30 | 12 298 |
| Lecce          | 2 – 1 | Lazio         | Via del Mare              | 20 de agosto | 20:45 | 29 081 |
| Udinese        | 0 – 3 | Juventus      | Dacia Arena               | 20 de agosto | 20:45 | 24 911 |
| Torino         | 0 – 0 | Cagliari      | Olímpico de Turín         | 21 de agosto | 18:30 | 20 296 |
| Bologna        | 0 – 2 | Milan         | Renato Dall'Ara           | 21 de agosto | 20:45 | 30 203 |

| Frosinone     | 2 – 1 | Atalanta       | Benito Stirpe          | 26 de agosto | 18:30 | 13 426 |
| Monza         | 2 – 0 | Empoli         | U-Power Stadium        | 26 de agosto | 18:30 | 8 155  |
| Hellas Verona | 2 – 1 | Roma           | Marcantonio Bentegodi  | 26 de agosto | 20:45 | 23 417 |
| Milan         | 4 – 1 | Torino         | San Siro               | 26 de agosto | 20:45 | 72 013 |
| Fiorentina    | 2 – 2 | Lecce          | Artemio Franchi        | 27 de agosto | 18:30 | 34 604 |
| Juventus      | 1 – 1 | Bologna        | Allianz                | 27 de agosto | 18:30 | 36 107 |
| Lazio         | 0 – 1 | Genoa          | Olímpico de Roma       | 27 de agosto | 20:45 | 40 000 |
| Napoli        | 2 – 0 | Sassuolo       | Diego Armando Maradona | 27 de agosto | 20:45 | 46 925 |
| Salernitana   | 1 – 1 | Udinese        | Arechi                 | 28 de agosto | 18:30 | 20 000 |
| Cagliari      | 0 – 2 | Inter de Milán | Unipol Domus           | 28 de agosto | 20:45 | 16 412 |

| Sassuolo       | 3 – 1 | Hellas Verona | Mapei-Città del Tricolore | 1 de septiembre | 18:30 | 10 356 |
| Roma           | 1 – 2 | Milan         | Olímpico de Roma          | 1 de septiembre | 20:45 | 61 690 |
| Bologna        | 2 – 1 | Cagliari      | Renato Dall'Ara           | 2 de septiembre | 18:30 | 22 818 |
| Udinese        | 0 – 0 | Frosinone     | Dacia Arena               | 2 de septiembre | 18:30 | 20 116 |
| Atalanta       | 3 – 0 | Monza         | Gewiss Stadium            | 2 de septiembre | 20:45 | 14 985 |
| Napoli         | 1 – 2 | Lazio         | Diego Armando Maradona    | 2 de septiembre | 20:45 | 42 000 |
| Inter de Milán | 4 – 0 | Fiorentina    | Giuseppe Meazza           | 3 de septiembre | 18:30 | 72 739 |
| Torino         | 1 – 0 | Genoa         | Olímpico de Turín         | 3 de septiembre | 18:30 | 24 433 |
| Empoli         | 0 – 2 | Juventus      | Carlo Castellani          | 3 de septiembre | 20:45 | 15 702 |
| Lecce          | 2 – 0 | Salernitana   | Via del Mare              | 3 de septiembre | 20:45 | 28 052 |

| Juventus       | 3 – 1 | Lazio    | Allianz               | 16 de septiembre | 15:00 | 40 652 |
| Inter de Milán | 5 – 1 | Milan    | Giuseppe Meazza       | 16 de septiembre | 18:00 | 75 571 |
| Genoa          | 2 – 2 | Napoli   | Luigi Ferraris        | 16 de septiembre | 20:45 | 33 275 |
| Cagliari       | 0 – 0 | Udinese  | Unipol Domus          | 17 de septiembre | 12:30 | 15 121 |
| Frosinone      | 4 – 2 | Sassuolo | Benito Stirpe         | 17 de septiembre | 15:00 | 13 133 |
| Monza          | 1 – 1 | Lecce    | U-Power Stadium       | 17 de septiembre | 15:00 | 13 074 |
| Fiorentina     | 3 – 2 | Atalanta | Artemio Franchi       | 17 de septiembre | 18:00 | 32 100 |
| Roma           | 7 – 0 | Empoli   | Olímpico de Roma      | 17 de septiembre | 20:45 | 61 443 |
| Salernitana    | 0 – 3 | Torino   | Arechi                | 18 de septiembre | 18:30 | 15 480 |
| Hellas Verona  | 0 – 0 | Bologna  | Marcantonio Bentegodi | 18 de septiembre | 20:45 | 18 863 |

| Salernitana | 1 – 1 | Frosinone      | Arechi                    | 22 de septiembre | 18:30 | 16 217 |
| Lecce       | 1 – 0 | Genoa          | Via del Mare              | 22 de septiembre | 20:45 | 27 000 |
| Milan       | 1 – 0 | Hellas Verona  | San Siro                  | 23 de septiembre | 15:00 | 71 070 |
| Sassuolo    | 4 – 2 | Juventus       | Mapei-Città del Tricolore | 23 de septiembre | 18:00 | 20 141 |
| Lazio       | 1 – 1 | Monza          | Olímpico de Roma          | 23 de septiembre | 20:45 | 36 000 |
| Empoli      | 0 – 1 | Inter de Milán | Carlo Castellani          | 24 de septiembre | 12:30 | 15 651 |
| Atalanta    | 2 – 0 | Cagliari       | Gewiss Stadium            | 24 de septiembre | 15:00 | 14 739 |
| Udinese     | 0 – 2 | Fiorentina     | Dacia Arena               | 24 de septiembre | 15:00 | 21 229 |
| Bologna     | 0 – 0 | Napoli         | Renato Dall'Ara           | 24 de septiembre | 18:00 | 26 621 |
| Torino      | 1 – 1 | Roma           | Olímpico de Turín         | 24 de septiembre | 20:45 | 23 299 |

| Juventus       | 1 – 0 | Lecce       | Allianz                | 26 de septiembre | 20:45 | 37 498 |
| Cagliari       | 1 – 3 | Milan       | Unipol Domus           | 27 de septiembre | 18:30 | 16 348 |
| Empoli         | 1 – 0 | Salernitana | Carlo Castellani       | 27 de septiembre | 18:30 | 7 979  |
| Hellas Verona  | 0 – 1 | Atalanta    | Marcantonio Bentegodi  | 27 de septiembre | 18:30 | 15 965 |
| Inter de Milán | 1 – 2 | Sassuolo    | Giuseppe Meazza        | 27 de septiembre | 20:45 | 70 864 |
| Lazio          | 2 – 0 | Torino      | Olímpico de Roma       | 27 de septiembre | 20:45 | 35 700 |
| Napoli         | 4 – 1 | Udinese     | Diego Armando Maradona | 27 de septiembre | 20:45 | 45 305 |
| Frosinone      | 1 – 1 | Fiorentina  | Benito Stirpe          | 28 de septiembre | 18:30 | 14 755 |
| Monza          | 0 – 0 | Bologna     | U-Power Stadium        | 28 de septiembre | 18:30 | 8 930  |
| Genoa          | 4 – 1 | Roma        | Luigi Ferraris         | 28 de septiembre | 20:45 | 32 961 |

| Lecce       | 0 – 4 | Napoli         | Via del Mare              | 30 de septiembre | 15:00 | 27 588 |
| Milan       | 2 – 0 | Lazio          | San Siro                  | 30 de septiembre | 18:00 | 72 035 |
| Salernitana | 0 – 4 | Inter de Milán | Arechi                    | 30 de septiembre | 20:45 | 28 085 |
| Bologna     | 3 – 0 | Empoli         | Renato Dall'Ara           | 1 de octubre     | 12:30 | 23 689 |
| Udinese     | 2 – 2 | Genoa          | Dacia Arena               | 1 de octubre     | 15:00 | 20 805 |
| Atalanta    | 0 – 0 | Juventus       | Gewiss Stadium            | 1 de octubre     | 18:00 | 14 811 |
| Roma        | 2 – 0 | Frosinone      | Olímpico de Roma          | 1 de octubre     | 20:45 | 62 638 |
| Sassuolo    | 0 – 1 | Monza          | Mapei-Città del Tricolore | 2 de octubre     | 18:30 | 10 165 |
| Torino      | 0 – 0 | Hellas Verona  | Olímpico de Turín         | 2 de octubre     | 18:30 | 19 419 |
| Fiorentina  | 3 – 0 | Cagliari       | Artemio Franchi           | 2 de octubre     | 20:45 | 27 309 |

| Empoli         | 0 – 0 | Udinese       | Carlo Castellani       | 6 de octubre | 18:30 | 7 128  |
| Lecce          | 1 – 1 | Sassuolo      | Via del Mare           | 6 de octubre | 20:45 | 26 160 |
| Inter de Milán | 2 – 2 | Bologna       | Giuseppe Meazza        | 7 de octubre | 15:00 | 74 072 |
| Juventus       | 2 – 0 | Torino        | Allianz                | 7 de octubre | 18:00 | 38 858 |
| Genoa          | 0 – 1 | Milan         | Luigi Ferraris         | 7 de octubre | 20:45 | 33 157 |
| Monza          | 3 – 0 | Salernitana   | U-Power Stadium        | 8 de octubre | 12:30 | 12 494 |
| Frosinone      | 2 – 1 | Hellas Verona | Benito Stirpe          | 8 de octubre | 15:00 | 13 034 |
| Lazio          | 3 – 2 | Atalanta      | Olímpico de Roma       | 8 de octubre | 15:00 | 41 000 |
| Cagliari       | 1 – 4 | Roma          | Unipol Domus           | 8 de octubre | 18:00 | 16 307 |
| Napoli         | 1 – 3 | Fiorentina    | Diego Armando Maradona | 8 de octubre | 20:45 | 45 000 |

| Hellas Verona | 1 – 3 | Napoli         | Marcantonio Bentegodi     | 21 de octubre | 15:00 | 20 549 |
| Torino        | 0 – 3 | Inter de Milán | Olímpico de Turín         | 21 de octubre | 18:00 | 26 193 |
| Sassuolo      | 0 – 2 | Lazio          | Mepei-Città del Tricolore | 21 de octubre | 20:45 | 15 597 |
| Roma          | 1 – 0 | Monza          | Olímpico de Roma          | 22 de octubre | 12:30 | 62 022 |
| Bologna       | 2 – 1 | Frosinone      | Renato Dall'Ara           | 22 de octubre | 15:00 | 26 729 |
| Salernitana   | 2 – 2 | Cagliari       | Arechi                    | 22 de octubre | 15:00 | 17 409 |
| Atalanta      | 2 – 0 | Genoa          | Gewiss Stadium            | 22 de octubre | 18:00 | 14 848 |
| Milan         | 0 – 1 | Juventus       | San Siro                  | 22 de octubre | 20:45 | 75 676 |
| Udinese       | 1 – 1 | Lecce          | Dacia Arena               | 23 de octubre | 18:30 | 20 113 |
| Fiorentina    | 0 – 2 | Empoli         | Artemio Franchi           | 23 de octubre | 20:45 | 43 147 |

| Genoa          | 1 – 0 | Salernitana   | Luigi Ferraris            | 27 de octubre | 20:45 | 31 904 |
| Sassuolo       | 1 – 1 | Bologna       | Mapei-Città del Tricolore | 28 de octubre | 15:00 | 16 931 |
| Lecce          | 0 – 1 | Torino        | Via del Mare              | 28 de octubre | 18:00 | 26 123 |
| Juventus       | 1 – 0 | Hellas Verona | Allianz                   | 28 de octubre | 20:45 | 39 429 |
| Cagliari       | 4 – 3 | Frosinone     | Unipol Domus              | 29 de octubre | 12:30 | 15 946 |
| Monza          | 1 – 1 | Udinese       | U-Power Stadium           | 29 de octubre | 15:00 | 10 311 |
| Inter de Milán | 1 – 0 | Roma          | Giuseppe Meazza           | 29 de octubre | 18:00 | 75 573 |
| Napoli         | 2 – 2 | Milan         | Diego Armando Maradona    | 29 de octubre | 20:45 | 54 000 |
| Empoli         | 0 – 3 | Atalanta      | Carlo Castellani          | 30 de octubre | 18:30 | 7 825  |
| Lazio          | 1 – 0 | Fiorentina    | Olímpico de Roma          | 30 de octubre | 20:45 | 35 000 |

| Bologna       | 1 – 0 | Lazio          | Renato Dall'Ara       | 3 de noviembre | 20:45 | 24 178 |
| Salernitana   | 0 – 2 | Napoli         | Arechi                | 4 de noviembre | 15:00 | 16 812 |
| Atalanta      | 1 – 2 | Inter de Milán | Gewiss Stadium        | 4 de noviembre | 18:00 | 14 945 |
| Milan         | 0 – 1 | Udinese        | San Siro              | 4 de noviembre | 20:45 | 71 018 |
| Hellas Verona | 1 – 3 | Monza          | Marcantonio Bentegodi | 5 de noviembre | 12:30 | 17 505 |
| Cagliari      | 2 – 1 | Genoa          | Unipol Domus          | 5 de noviembre | 15:00 | 16 412 |
| Roma          | 2 – 1 | Lecce          | Olímpico de Roma      | 5 de noviembre | 18:00 | 64 790 |
| Fiorentina    | 0 – 1 | Juventus       | Artemio Franchi       | 5 de noviembre | 20:45 | 38 225 |
| Frosinone     | 2 – 1 | Empoli         | Benito Stirpe         | 6 de noviembre | 18:30 | 14 755 |
| Torino        | 2 – 1 | Sassuolo       | Olímpico de Turín     | 6 de noviembre | 20:45 | 18 000 |

| Sassuolo       | 2 – 2 | Salernitana   | Mapei-Città del Tricolore | 10 de noviembre | 18:30 | 10 945 |
| Genoa          | 1 – 0 | Hellas Verona | Luigi Ferraris            | 10 de noviembre | 20:45 | 30 421 |
| Lecce          | 2 – 2 | Milan         | Via del Mare              | 11 de noviembre | 15:00 | 26 484 |
| Juventus       | 2 – 1 | Cagliari      | Allianz                   | 11 de noviembre | 18:00 | 40 393 |
| Monza          | 1 – 1 | Torino        | U-Power Stadium           | 11 de noviembre | 20:45 | 11 777 |
| Napoli         | 0 – 1 | Empoli        | Diego Armando Maradona    | 12 de noviembre | 12:30 | 50 500 |
| Fiorentina     | 2 – 1 | Bologna       | Artemio Franchi           | 12 de noviembre | 15:00 | 29 750 |
| Udinese        | 1 – 1 | Atalanta      | Dacia Arena               | 12 de noviembre | 15:00 | 23 100 |
| Lazio          | 0 – 0 | Roma          | Olímpico de Roma          | 12 de noviembre | 18:00 | 63 000 |
| Inter de Milán | 2 – 0 | Frosinone     | Giuseppe Meazza           | 12 de noviembre | 20:45 | 70 816 |

| Salernitana   | 2 – 1 | Lazio          | Arechi                | 25 de noviembre | 15:00 | 16 700 |
| Atalanta      | 1 – 2 | Napoli         | Gewiss Stadium        | 25 de noviembre | 18:00 | 14 743 |
| Milan         | 1 – 0 | Fiorentina     | San Siro              | 25 de noviembre | 20:45 | 73 074 |
| Cagliari      | 1 – 1 | Monza          | Unipol Domus          | 26 de noviembre | 12:30 | 16 291 |
| Empoli        | 3 – 4 | Sassuolo       | Carlo Castellani      | 26 de noviembre | 15:00 | 9 954  |
| Frosinone     | 2 – 1 | Genoa          | Benito Stirpe         | 26 de noviembre | 15:00 | 14 018 |
| Roma          | 3 – 1 | Udinese        | Olímpico de Roma      | 26 de noviembre | 18:00 | 61 015 |
| Juventus      | 1 – 1 | Inter de Milán | Allianz               | 26 de noviembre | 20:45 | 41 507 |
| Hellas Verona | 2 – 2 | Lecce          | Marcantonio Bentegodi | 27 de noviembre | 18:30 | 16 730 |
| Bologna       | 2 – 0 | Torino         | Renato Dall'Ara       | 27 de noviembre | 20:45 | 20 705 |

| Monza      | 1 – 2 | Juventus       | U-Power Stadium           | 1 de diciembre | 20:45 | 15 148 |
| Genoa      | 1 – 1 | Empoli         | Luigi Ferraris            | 2 de diciembre | 15:00 | 30 747 |
| Lazio      | 1 – 0 | Cagliari       | Olímpico de Roma          | 2 de diciembre | 18:00 | 40 000 |
| Milan      | 3 – 1 | Frosinone      | San Siro                  | 2 de diciembre | 20:45 | 68 848 |
| Lecce      | 1 – 1 | Bologna        | Via del Mare              | 3 de diciembre | 12:30 | 24 326 |
| Fiorentina | 3 – 0 | Salernitana    | Artemio Franchi           | 3 de diciembre | 15:00 | 26 286 |
| Udinese    | 3 – 3 | Hellas Verona  | Dacia Arena               | 3 de diciembre | 15:00 | 22 294 |
| Sassuolo   | 1 – 2 | Roma           | Mapei-Città del Tricolore | 3 de diciembre | 18:00 | 19 113 |
| Napoli     | 0 – 3 | Inter de Milán | Diego Armando Maradona    | 3 de diciembre | 20:45 | 51 000 |
| Torino     | 3 – 0 | Atalanta       | Olímpico de Turín         | 4 de diciembre | 20:45 | 18 507 |

| Juventus       | 1 – 0 | Napoli     | Allianz               | 8 de diciembre  | 20:45 | 41 400 |
| Hellas Verona  | 1 – 1 | Lazio      | Marcantonio Bentegodi | 9 de diciembre  | 15:00 | 28 401 |
| Atalanta       | 3 – 2 | Milan      | Gewiss Stadium        | 9 de diciembre  | 18:00 | 14 907 |
| Inter de Milán | 4 – 0 | Udinese    | Giuseppe Meazza       | 9 de diciembre  | 20:45 | 71 874 |
| Frosinone      | 0 – 0 | Torino     | Benito Stirpe         | 10 de diciembre | 12:30 | 13 807 |
| Monza          | 1 – 0 | Genoa      | U-Power Stadium       | 10 de diciembre | 15:00 | 13 283 |
| Salernitana    | 1 – 2 | Bologna    | Arechi                | 10 de diciembre | 18:00 | 16 650 |
| Roma           | 1 – 1 | Fiorentina | Olímpico de Roma      | 10 de diciembre | 20:45 | 60 932 |
| Empoli         | 1 – 1 | Lecce      | Carlo Castellani      | 11 de diciembre | 18:30 | 16 284 |
| Cagliari       | 2 – 1 | Sassuolo   | Unipol Domus          | 11 de diciembre | 20:45 | 16 416 |

| Genoa      | 1 – 1 | Juventus       | Luigi Ferraris         | 15 de diciembre | 20:45 | 33 232 |
| Lecce      | 2 – 1 | Frosinone      | Via del Mare           | 16 de diciembre | 15:00 | 23 645 |
| Napoli     | 2 – 1 | Cagliari       | Diego Armando Maradona | 16 de diciembre | 18:00 | 45 000 |
| Torino     | 1 – 0 | Empoli         | Olímpico de Turín      | 16 de diciembre | 20:45 | 17 815 |
| Milan      | 3 – 0 | Monza          | San Siro               | 17 de diciembre | 12:30 | 70 538 |
| Fiorentina | 1 – 0 | Hellas Verona  | Artemio Franchi        | 17 de diciembre | 15:00 | 26 311 |
| Udinese    | 2 – 2 | Sassuolo       | Dacia Arena            | 17 de diciembre | 15:00 | 20 490 |
| Bologna    | 2 – 0 | Roma           | Renato Dall'Ara        | 17 de diciembre | 18:00 | 25 579 |
| Lazio      | 0 – 2 | Inter de Milán | Olímpico de Roma       | 17 de diciembre | 20:45 | 59 000 |
| Atalanta   | 4 – 1 | Salernitana    | Gewiss Stadium         | 18 de diciembre | 20:45 | 14 264 |

| Empoli         | 0 – 2 | Lazio      | Carlo Castellani          | 22 de diciembre | 18:30 | 8 800  |
| Sassuolo       | 1 – 2 | Genoa      | Mapei-Città del Tricolore | 22 de diciembre | 18:30 | 11 745 |
| Monza          | 0 – 1 | Fiorentina | U-Power Stadium           | 22 de diciembre | 20:45 | 10 120 |
| Salernitana    | 2 – 2 | Milan      | Arechi                    | 22 de diciembre | 20:45 | 23 467 |
| Frosinone      | 1 – 2 | Juventus   | Benito Stirpe             | 23 de diciembre | 12:30 | 16 020 |
| Bologna        | 1 – 0 | Atalanta   | Renato Dall'Ara           | 23 de diciembre | 15:00 | 28 082 |
| Torino         | 1 – 1 | Udinese    | Olímpico de Turín         | 23 de diciembre | 15:00 | 23 546 |
| Hellas Verona  | 2 – 0 | Cagliari   | Marcantonio Bentegodi     | 23 de diciembre | 18:00 | 16 716 |
| Inter de Milán | 2 – 0 | Lecce      | Giuseppe Meazza           | 23 de diciembre | 18:00 | 72 723 |
| Roma           | 2 – 0 | Napoli     | Olímpico de Roma          | 23 de diciembre | 20:45 | 62 141 |

| Fiorentina    | 1 – 0 | Torino         | Artemio Franchi        | 29 de diciembre | 18:30 | 32 915 |
| Napoli        | 0 – 0 | Monza          | Diego Armando Maradona | 29 de diciembre | 18:30 | 50 636 |
| Genoa         | 1 – 1 | Inter de Milán | Luigi Ferraris         | 29 de diciembre | 20:45 | 33 249 |
| Lazio         | 3 – 1 | Frosinone      | Olímpico de Roma       | 29 de diciembre | 20:45 | 40 000 |
| Atalanta      | 1 – 0 | Lecce          | Gewiss Stadium         | 30 de diciembre | 12:30 | 14 864 |
| Cagliari      | 0 – 0 | Empoli         | Unipol Domus           | 30 de diciembre | 15:00 | 16 125 |
| Udinese       | 3 – 0 | Bologna        | Dacia Arena            | 30 de diciembre | 15:00 | 24 786 |
| Hellas Verona | 0 – 1 | Salernitana    | Marcantonio Bentegodi  | 30 de diciembre | 18:00 | 18 181 |
| Milan         | 1 – 0 | Sassuolo       | San Siro               | 30 de diciembre | 18:00 | 70 385 |
| Juventus      | 1 – 0 | Roma           | Allianz                | 30 de diciembre | 20:45 | 41 503 |

| Bologna        | 1 – 1 | Genoa         | Renato Dall'Ara           | 5 de enero | 20:45 | 25 095 |
| Inter de Milán | 2 – 1 | Hellas Verona | Giuseppe Meazza           | 6 de enero | 12:30 | 71 691 |
| Frosinone      | 2 – 3 | Monza         | Benito Stirpe             | 6 de enero | 15:00 | 13 146 |
| Lecce          | 1 – 1 | Cagliari      | Via del Mare              | 6 de enero | 18:00 | 25 203 |
| Sassuolo       | 1 – 0 | Fiorentina    | Mapei-Città del Tricolore | 6 de enero | 20:45 | 15 759 |
| Empoli         | 0 – 3 | Milan         | Carlo Castellani          | 7 de enero | 12:30 | 15 009 |
| Torino         | 3 – 0 | Napoli        | Olímpico de Turín         | 7 de enero | 15:00 | 23 960 |
| Udinese        | 1 – 2 | Lazio         | Dacia Arena               | 7 de enero | 15:00 | 23 033 |
| Salernitana    | 1 – 2 | Juventus      | Arechi                    | 7 de enero | 18:00 | 29 405 |
| Roma           | 1 – 1 | Atalanta      | Olímpico de Turín         | 7 de enero | 20:45 | 60 022 |

### Segunda vuelta
| Genoa         | 0 – 0 | Torino         | Luigi Ferraris         | 13 de enero | 15:00 | 33 019 |
| Napoli        | 2 – 1 | Salernitana    | Diego Armando Maradona | 13 de enero | 15:00 | 35 000 |
| Hellas Verona | 2 – 1 | Empoli         | Marcantonio Bentegodi  | 13 de enero | 18:00 | 28 723 |
| Monza         | 1 – 5 | Inter de Milán | U-Power Stadium        | 13 de enero | 20:45 | 14 670 |
| Lazio         | 1 – 0 | Lecce          | Olímpico de Roma       | 14 de enero | 12:30 | 40 000 |
| Cagliari      | 2 – 1 | Bologna        | Unipol Domus           | 14 de enero | 15:00 | 15 980 |
| Fiorentina    | 2 – 2 | Udinese        | Artemio Franchi        | 14 de enero | 18:00 | 23 686 |
| Milan         | 3 – 1 | Roma           | San Siro               | 14 de enero | 20:45 | 74 198 |
| Atalanta      | 5 – 0 | Frosinone      | Gewiss Stadium         | 15 de enero | 20:45 | 14 195 |
| Juventus      | 3 – 0 | Sassuolo       | Allianz                | 16 de enero | 20:45 | 39 005 |

| Roma           | 2 – 1 | Hellas Verona | Olímpico de Roma          | 20 de enero   | 18:00 | 61 857 |
| Udinese        | 2 – 3 | Milan         | Dacia Arena               | 20 de enero   | 20:45 | 24 591 |
| Frosinone      | 3 – 1 | Cagliari      | Benito Stirpe             | 21 de enero   | 12:30 | 13 925 |
| Empoli         | 3 – 0 | Monza         | Carlo Castellani          | 21 de enero   | 15:00 | 7 650  |
| Salernitana    | 1 – 2 | Genoa         | Arechi                    | 21 de enero   | 18:00 | 17 440 |
| Lecce          | 0 – 3 | Juventus      | Via del Mare              | 21 de enero   | 20:45 | 28 074 |
| Bologna        | 2 – 0 | Fiorentina    | Renato Dall'Ara           | 14 de febrero | 19:00 | 25 684 |
| Torino         | 0 – 2 | Lazio         | Olímpico de Turín         | 22 de febrero | 20:45 | 22 742 |
| Sassuolo       | 1 – 6 | Napoli        | Mapei-Città del Tricolore | 28 de febrero | 18:00 | 17 085 |
| Inter de Milán | 4 – 0 | Atalanta      | Giuseppe Meazza           | 28 de febrero | 20:45 | 71 422 |

| Cagliari      | 1 – 2 | Torino         | Unipol Domus          | 26 de enero | 20:45 | 16 196 |
| Atalanta      | 2 – 0 | Udinese        | Gewiss Stadium        | 27 de enero | 15:00 | 14 716 |
| Juventus      | 1 – 1 | Empoli         | Allianz               | 27 de enero | 18:00 | 39 518 |
| Milan         | 2 – 2 | Bologna        | San Siro              | 27 de enero | 20:45 | 71 334 |
| Genoa         | 2 – 1 | Lecce          | Luigi Ferraris        | 28 de enero | 12:30 | 32 152 |
| Monza         | 1 – 0 | Sassuolo       | U-Power Stadium       | 28 de enero | 15:00 | 9 982  |
| Hellas Verona | 1 – 1 | Frosinone      | Marcantonio Bentegodi | 28 de enero | 15:00 | 17 529 |
| Lazio         | 0 – 0 | Napoli         | Olímpico de Roma      | 28 de enero | 18:00 | 30 000 |
| Fiorentina    | 0 – 1 | Inter de Milán | Artemio Franchi       | 28 de enero | 20:45 | 35 084 |
| Salernitana   | 1 – 2 | Roma           | Arechi                | 29 de enero | 20:45 | 18 038 |

| Lecce          | 3 – 2 | Fiorentina    | Via del Mare           | 2 de febrero | 20:45 | 24 778 |
| Empoli         | 0 – 0 | Genoa         | Carlo Castellani       | 3 de febrero | 15:00 | 10 374 |
| Udinese        | 0 – 0 | Monza         | Dacia Arena            | 3 de febrero | 15:00 | 11 373 |
| Frosinone      | 2 – 3 | Milan         | Benito Stirpe          | 3 de febrero | 18:00 | 16 050 |
| Bologna        | 4 – 2 | Sassuolo      | Renato Dall'Ara        | 3 de febrero | 20:45 | 20 932 |
| Torino         | 0 – 0 | Salernitana   | Olímpico de Turín      | 4 de febrero | 12:30 | 24 461 |
| Napoli         | 2 – 1 | Hellas Verona | Diego Armando Maradona | 4 de febrero | 15:00 | 44 000 |
| Atalanta       | 3 – 1 | Lazio         | Gewiss Stadium         | 4 de febrero | 18:00 | 14 492 |
| Inter de Milán | 1 – 0 | Juventus      | Giuseppe Meazza        | 4 de febrero | 20:45 | 75 547 |
| Roma           | 4 – 0 | Cagliari      | Olímpico de Roma       | 5 de febrero | 20:45 | 61 755 |

| Salernitana | 1 – 3 | Empoli         | Arechi                    | 9 de febrero  | 20:45 | 18 173 |
| Cagliari    | 1 – 3 | Lazio          | Unipol Domus              | 10 de febrero | 15:00 | 16 155 |
| Roma        | 2 – 4 | Inter de Milán | Olímpico de Roma          | 10 de febrero | 18:00 | 65 044 |
| Sassuolo    | 1 – 1 | Torino         | Mapei-Città del Tricolore | 10 de febrero | 20:45 | 10 955 |
| Fiorentina  | 5 – 1 | Frosinone      | Artemio Franchi           | 11 de febrero | 12:30 | 25 397 |
| Bologna     | 4 – 0 | Lecce          | Renato Dall'Ara           | 11 de febrero | 15:00 | 24 658 |
| Monza       | 0 – 0 | Hellas Verona  | U-Power Stadium           | 11 de febrero | 15:00 | 10 885 |
| Genoa       | 1 – 4 | Atalanta       | Luigi Ferraris            | 11 de febrero | 18:00 | 31 201 |
| Milan       | 1 – 0 | Napoli         | San Siro                  | 11 de febrero | 20:45 | 73 891 |
| Juventus    | 0 – 1 | Udinese        | Allianz                   | 12 de febrero | 20:45 | 38 875 |

| Torino         | 2 – 0 | Lecce       | Olímpico de Turín      | 16 de febrero | 19:00 | 22 457 |
| Inter de Milán | 4 – 0 | Salernitana | Giuseppe Meazza        | 16 de febrero | 21:00 | 72 609 |
| Napoli         | 1 – 1 | Genoa       | Diego Armando Maradona | 17 de febrero | 15:00 | 50 000 |
| Hellas Verona  | 2 – 2 | Juventus    | Marcantonio Bentegodi  | 17 de febrero | 18:00 | 27 000 |
| Atalanta       | 3 – 0 | Sassuolo    | Gewiss Stadium         | 17 de febrero | 20:45 | 14 474 |
| Lazio          | 1 – 2 | Bologna     | Olímpico de Roma       | 18 de febrero | 12:30 | 40 000 |
| Udinese        | 1 – 1 | Cagliari    | Dacia Arena            | 18 de febrero | 15:00 | 15 445 |
| Empoli         | 1 – 1 | Fiorentina  | Carlo Castellani       | 18 de febrero | 15:00 | 12 490 |
| Frosinone      | 0 – 3 | Roma        | Benito Stirpe          | 18 de febrero | 18:00 | 16 056 |
| Monza          | 4 – 2 | Milan       | U-Power Stadium        | 18 de febrero | 20:45 | 14 319 |

| Bologna     | 2 – 0 | Hellas Verona  | Renato Dall'Ara           | 23 de febrero | 20:45 | 26 033 |
| Sassuolo    | 2 – 3 | Empoli         | Mapei-Città del Tricolore | 24 de febrero | 15:00 | 12 774 |
| Salernitana | 0 – 2 | Monza          | Arechi                    | 24 de febrero | 18:00 | 18 560 |
| Genoa       | 2 – 0 | Udinese        | Luigi Ferraris            | 24 de febrero | 20:45 | 31 126 |
| Juventus    | 3 – 2 | Frosinone      | Allianz                   | 25 de febrero | 12:30 | 40 719 |
| Cagliari    | 1 – 1 | Napoli         | Unipol Domus              | 25 de febrero | 15:00 | 16 382 |
| Lecce       | 0 – 4 | Inter de Milán | Via del Mare              | 25 de febrero | 18:00 | 27 910 |
| Milan       | 1 – 1 | Atalanta       | San Siro                  | 25 de febrero | 20:45 | 71 264 |
| Roma        | 3 – 2 | Torino         | Olímpico de Roma          | 26 de febrero | 18:30 | 61 595 |
| Fiorentina  | 2 – 1 | Lazio          | Artemio Franchi           | 26 de febrero | 20:45 | 25 190 |

| Lazio          | 0 – 1 | Milan       | Olímpico de Roma       | 1 de marzo | 20:45 | 50 500 |
| Udinese        | 1 – 1 | Salernitana | Dacia Arena            | 2 de marzo | 15:00 | 20 369 |
| Monza          | 1 – 4 | Roma        | U-Power Stadium        | 2 de marzo | 18:00 | 14 188 |
| Torino         | 0 – 0 | Fiorentina  | Olímpico de Turín      | 2 de marzo | 20:45 | 22 845 |
| Hellas Verona  | 1 – 0 | Sassuolo    | Marcantonio Bentegodi  | 3 de marzo | 12:30 | 19 338 |
| Empoli         | 0 – 1 | Cagliari    | Carlo Castellani       | 3 de marzo | 15:00 | 11 223 |
| Frosinone      | 1 – 1 | Lecce       | Benito Stirpe          | 3 de marzo | 15:00 | 15 334 |
| Atalanta       | 1 – 2 | Bologna     | Gewiss Stadium         | 3 de marzo | 18:00 | 14 931 |
| Napoli         | 2 – 1 | Juventus    | Diego Armando Maradona | 3 de marzo | 20:45 | 50 000 |
| Inter de Milán | 2 – 1 | Genoa       | Giuseppe Meazza        | 4 de marzo | 20:45 | 75 421 |

| Napoli     | 1 – 1 | Torino         | Estadio Diego Armando Maradona | 8 de marzo  | 20:45 | 47 000 |
| Sassuolo   | 1 – 0 | Frosinone      | MAPEI-Città del Tricolore      | 9 de marzo  | 15:00 | 11 189 |
| Cagliari   | 4 – 2 | Salernitana    | Unipol Domus                   | 9 de marzo  | 15:00 | 16 118 |
| Bologna    | 0 – 1 | Inter de Milán | Estadio Renato Dall'Ara        | 9 de marzo  | 18:00 | 30 204 |
| Genoa      | 2 – 3 | Monza          | Estadio Luigi Ferraris         | 9 de marzo  | 20:45 | 31 171 |
| Lecce      | 0 – 1 | Hellas Verona  | Estadio Via del Mare           | 10 de marzo | 12:00 | 25 222 |
| Milan      | 1 – 0 | Empoli         | Estadio San Siro               | 10 de marzo | 15:00 | 70 343 |
| Juventus   | 2 – 2 | Atalanta       | Juventus Stadium               | 10 de marzo | 18:00 | 39 206 |
| Fiorentina | 2 – 2 | Roma           | Estadio Artemio Franchi        | 10 de marzo | 20:45 | 30 438 |
| Lazio      | 1 – 2 | Udinese        | Estadio Olímpico de Roma       | 11 de marzo | 20:45 | 34 000 |

| Empoli         | 0 – 1 | Bologna    | Estadio Carlo Castellani        | 15 de marzo | 20:45 | 11 185 |
| Monza          | 1 – 0 | Cagliari   | U-Power Stadium                 | 16 de marzo | 15:00 | 14 145 |
| Udinese        | 0 – 2 | Torino     | Dacia Arena                     | 16 de marzo | 15:00 | 21 223 |
| Salernitana    | 0 – 1 | Lecce      | Estadio Arechi                  | 16 de marzo | 18:00 | 15 376 |
| Frosinone      | 2 – 3 | Lazio      | Estadio Benito Stirpe           | 16 de marzo | 20:45 | 15 780 |
| Juventus       | 0 – 0 | Genoa      | Juventus Stadium                | 17 de marzo | 12:30 | 40 098 |
| Hellas Verona  | 1 – 3 | Milan      | Estadio Marcantonio Bentegodi   | 17 de marzo | 15:00 | 26 165 |
| Roma           | 1 – 0 | Sassuolo   | Estadio Olímpico de Roma        | 17 de marzo | 18:00 | 66 871 |
| Inter de Milán | 1 – 1 | Napoli     | Estadio Giuseppe Meazza         | 17 de marzo | 20:45 | 71 551 |
| Atalanta       | 2 – 3 | Fiorentina | Estadio Atleti Azzurri d'Italia | 2 de junio  | 17:00 |        |

| Napoli         | 0 – 3 | Atalanta      | Estadio Diego Armando Maradona | 30 de marzo | 12:30 | 50 000 |
| Genoa          | 1 – 1 | Frosinone     | Estadio Luigi Ferraris         | 30 de marzo | 15:00 | 31 462 |
| Torino         | 1 – 0 | Monza         | Estadio Olímpico de Turín      | 30 de marzo | 15:00 | 24 286 |
| Lazio          | 1 – 0 | Juventus      | Estadio Olímpico de Roma       | 30 de marzo | 18:00 | 57 000 |
| Fiorentina     | 1 – 2 | Milan         | Estadio Artemio Franchi        | 30 de marzo | 20:45 | 32 567 |
| Bologna        | 3 – 0 | Salernitana   | Estadio Renato Dall'Ara        | 1 de abril  | 12:30 | 27 255 |
| Cagliari       | 1 – 1 | Hellas Verona | Unipol Domus                   | 1 de abril  | 15:00 | 27 255 |
| Sassuolo       | 1 – 1 | Udinese       | Mapei-Città del Tricolore      | 1 de abril  | 15:00 | 11 512 |
| Lecce          | 0 – 0 | Roma          | Estadio Via del Mare           | 1 de abril  | 18:00 | 29 031 |
| Inter de Milán | 2 – 0 | Empoli        | Estadio Giuseppe Meazza        | 1 de abril  | 20:45 | 71 551 |

| Salernitana   | 2 – 2 | Sassuolo       | Estadio Arechi                | 5 de abril | 20:45 | 10 945 |
| Milan         | 3 – 0 | Lecce          | Estadio San Siro              | 6 de abril | 15:00 | 71 576 |
| Roma          | 1 – 0 | Lazio          | Estadio Olímpico de Roma      | 6 de abril | 18:00 | 64 513 |
| Empoli        | 3 – 2 | Torino         | Estadio Carlo Castellani      | 6 de abril | 20:45 | 8 374  |
| Frosinone     | 0 – 0 | Bologna        | Estadio Benito Stirpe         | 7 de abril | 12:30 | 14 896 |
| Monza         | 2 – 4 | Napoli         | U-Power Stadium               | 7 de abril | 15:00 | 13 169 |
| Cagliari      | 2 – 1 | Atalanta       | Unipol Domus                  | 7 de abril | 18:00 | 16 342 |
| Hellas Verona | 1 – 2 | Genoa          | Estadio Marcantonio Bentegodi | 7 de abril | 18:00 | 20 342 |
| Juventus      | 1 – 0 | Fiorentina     | Juventus Stadium              | 7 de abril | 20:45 | 37 994 |
| Udinese       | 1 – 2 | Inter de Milán | Dacia Arena                   | 8 de abril | 20:45 | 24 993 |

| Lazio          | 4 – 1 | Salernitana   | Estadio Olímpico de Roma        | 12 de abril | 20:45 | 36 000 |
| Lecce          | 1 – 0 | Empoli        | Estadio Via del Mare            | 13 de abril | 15:00 | 25 957 |
| Torino         | 0 – 0 | Juventus      | Estadio Olímpico de Turín       | 13 de abril | 18:00 | 27 788 |
| Bologna        | 0 – 0 | Monza         | Estadio Renato Dall'Ara         | 13 de abril | 20:45 | 26 903 |
| Napoli         | 2 – 2 | Frosinone     | Estadio Diego Armando Maradona  | 14 de abril | 12:30 | 51 177 |
| Sassuolo       | 3 – 3 | Milan         | Mapei-Città del Tricolore       | 14 de abril | 15:00 | 19 199 |
| Inter de Milán | 2 – 2 | Cagliari      | Estadio Giuseppe Meazza         | 14 de abril | 20:45 | 72 559 |
| Fiorentina     | 1 – 1 | Genoa         | Estadio Artemio Franchi         | 15 de abril | 18:30 | 25 120 |
| Atalanta       | 2 – 2 | Hellas Verona | Estadio Atleti Azzurri d'Italia | 15 de abril | 20:45 | 14 666 |
| Udinese        | 1 – 2 | Roma          | Dacia Arena                     | 25 de abril | 20:00 | 24 947 |

| Genoa         | 0 – 1 | Lazio              | Estadio Luigi Ferraris        | 19 de abril | 18:30 | 30 697 |
| Cagliari      | 2 – 2 | Juventus           | Unipol Domus                  | 19 de abril | 20:45 | 16 179 |
| Empoli        | 1 – 0 | Napoli             | Estadio Carlo Castellani      | 20 de abril | 18:00 | 12 500 |
| Hellas Verona | 1 – 0 | Udinese            | Estadio Marcantonio Bentegodi | 20 de abril | 20:45 | 27 662 |
| Sassuolo      | 0 – 3 | Lecce              | Mapei-Città del Tricolore     | 21 de abril | 12:30 | 16 210 |
| Torino        | 0 – 0 | Frosinone          | Estadio Olímpico de Turín     | 21 de abril | 15:00 | 23 728 |
| Salernitana   | 0 – 2 | Fiorentina         | Estadio Arechi                | 21 de abril | 18:00 | 14 597 |
| Monza         | 1 – 2 | Atalanta           | U-Power Stadium               | 21 de abril | 20:45 | 13 983 |
| Roma          | 1 – 3 | Bologna            | Estadio Olímpico de Roma      | 22 de abril | 18:30 | 63 850 |
| Milan         | 1 – 2 | Inter de Milán (C) | Estadio San Siro              | 22 de abril | 20:45 | 75 554 |

| Frosinone      | 3 – 0 | Salernitana   | Estadio Benito Stirpe           | 26 de abril | 20:45 | 13 728 |
| Lecce          | 1 – 1 | Monza         | Estadio Via del Mare            | 27 de abril | 15:00 | 27 167 |
| Juventus       | 0 – 0 | Milan         | Juventus Stadium                | 27 de abril | 18:00 | 39 845 |
| Lazio          | 1 – 0 | Hellas Verona | Estadio Olímpico de Roma        | 27 de abril | 20:45 | 39 000 |
| Inter de Milán | 2 – 0 | Torino        | Estadio Giuseppe Meazza         | 28 de abril | 12:30 | 71 686 |
| Bologna        | 1 – 1 | Udinese       | Estadio Renato Dall'Ara         | 28 de abril | 15:00 | 27 396 |
| Atalanta       | 2 – 0 | Empoli        | Estadio Atleti Azzurri d'Italia | 28 de abril | 18:00 | 14 614 |
| Napoli         | 2 – 2 | Roma          | Estadio Diego Armando Maradona  | 28 de abril | 18:00 | 45 000 |
| Fiorentina     | 5 – 1 | Sassuolo      | Estadio Artemio Franchi         | 28 de abril | 20:45 | 22 575 |
| Genoa          | 3 – 0 | Cagliari      | Estadio Luigi Ferraris          | 29 de abril | 20:45 | 17 257 |

| Torino        | 0 – 0 | Bologna        | Estadio Olímpico de Turín     | 3 de mayo | 20:45 | 23 895 |
| Monza         | 2 – 2 | Lazio          | U-Power Stadium               | 4 de mayo | 18:00 | 10 454 |
| Sassuolo      | 1 – 0 | Inter de Milán | Mapei-Città del Tricolore     | 4 de mayo | 20:45 | 19 454 |
| Cagliari      | 1 – 1 | Lecce          | Unipol Domus                  | 5 de mayo | 12:30 | 16 407 |
| Empoli        | 0 – 0 | Frosinone      | Estadio Carlo Castellani      | 5 de mayo | 15:00 | 13 110 |
| Hellas Verona | 2 – 1 | Fiorentina     | Estadio Marcantonio Bentegodi | 5 de mayo | 15:00 | 27 821 |
| Milan         | 3 – 3 | Genoa          | Estadio San Siro              | 5 de mayo | 18:00 | 73 901 |
| Roma          | 1 – 1 | Juventus       | Estadio Olímpico de Roma      | 5 de mayo | 20:45 | 63 996 |
| Salernitana   | 1 – 2 | Atalanta       | Estadio Arechi                | 6 de mayo | 18:00 | 12 980 |
| Udinese       | 1 – 1 | Napoli         | Dacia Arena                   | 6 de mayo | 20:45 | 20 872 |

| Frosinone     | 0 – 5 | Inter de Milán | Estadio Benito Stirpe           | 10 de mayo | 20:45 | 16 021 |
| Napoli        | 0 – 2 | Bologna        | Estadio Diego Armando Maradona  | 11 de mayo | 18:00 | 43 000 |
| Milan         | 5 – 1 | Cagliari       | Estadio San Siro                | 11 de mayo | 20:45 | 70 612 |
| Lazio         | 2 – 0 | Empoli         | Estadio Olímpico de Roma        | 12 de mayo | 12:30 | 54 000 |
| Genoa         | 2 – 1 | Sassuolo       | Estadio Luigi Ferraris          | 12 de mayo | 15:00 | 31 412 |
| Hellas Verona | 1 – 2 | Torino         | Estadio Marcantonio Bentegodi   | 12 de mayo | 15:00 | 25 964 |
| Juventus      | 1 – 1 | Salernitana    | Juventus Stadium                | 12 de mayo | 18:00 | 37 470 |
| Atalanta      | 2 – 1 | Roma           | Estadio Atleti Azzurri d'Italia | 12 de mayo | 20:45 | 14 895 |
| Lecce         | 0 – 2 | Udinese        | Estadio Via del Mare            | 13 de mayo | 18:30 | 28 041 |
| Fiorentina    | 2 – 1 | Monza          | Estadio Artemio Franchi         | 13 de mayo | 20:45 | 24 376 |

| Fiorentina     | 2 – 2 | Napoli        | Estadio Artemio Franchi     | 17 de mayo | 20:45 | 32 100 |
| Lecce          | 0 – 2 | Atalanta      | Estadio Via del Mare        | 18 de mayo | 18:00 | 26 354 |
| Torino         | 3 – 1 | Milan         | Estadio Olímpico de Turín   | 18 de mayo | 20:45 | 24 638 |
| Sassuolo       | 0 – 2 | Cagliari      | MAPEI - Città del Tricolore | 19 de mayo | 12:30 | 15 548 |
| Udinese        | 1 – 1 | Empoli        | Dacia Arena                 | 19 de mayo | 15:00 | 25 144 |
| Monza          | 0 – 1 | Frosinone     | U-Power Stadium             | 19 de mayo | 15:00 | 16 917 |
| Inter de Milán | 1 – 1 | Lazio         | Estadio Giuseppe Meazza     | 19 de mayo | 18:00 | 73 148 |
| Roma           | 1 – 0 | Genoa         | Estadio Olímpico de Roma    | 19 de mayo | 20:45 | 67 334 |
| Salernitana    | 1 – 2 | Hellas Verona | Estadio Arechi              | 20 de mayo | 18:30 | 15 998 |
| Bologna        | 3 – 3 | Juventus      | Estadio Renato Dall'Ara     | 20 de mayo | 20:45 | 29 603 |

| Cagliari      | 2 – 3 | Fiorentina     | Unipol Domus                    | 23 de mayo | 20:45 | 16 412 |
| Genoa         | 2 – 0 | Bologna        | Estadio Luigi Ferraris          | 24 de mayo | 20:45 | 32 255 |
| Juventus      | 2 – 0 | Monza          | Juventus Stadium                | 25 de mayo | 18:00 | 15 148 |
| Milan         | 3 – 3 | Salernitana    | Estadio San Siro                | 25 de mayo | 20:45 | 70 831 |
| Napoli        | 0 – 0 | Lecce          | Estadio Diego Armando Maradona  | 26 de mayo | 18:00 | 41 000 |
| Atalanta      | 3 – 0 | Torino         | Estadio Atleti Azzurri d'Italia | 26 de mayo | 18:00 | 14 839 |
| Empoli        | 2 – 1 | Roma           | Estadio Carlo Castellani        | 26 de mayo | 20:45 | 15 896 |
| Frosinone     | 0 – 1 | Udinese        | Estadio Benito Stirpe           | 26 de mayo | 20:45 | 16 190 |
| Hellas Verona | 2 – 2 | Inter de Milán | Estadio Marcantonio Bentegodi   | 26 de mayo | 20:45 | 22 447 |
| Lazio         | 1 – 1 | Sassuolo       | Estadio Olímpico de Roma        | 26 de mayo | 20:45 | 56 000 |

### Tabla de resultados cruzados
| Local \ Visitante | ATA | BOL | CAG | EMP | FIO | FRO | GEN | HEL | INT | JUV | LAZ | LEC | MIL | MON | NAP | ROM | SAL | SAS | TOR | UDI |
| ----------------- | --- | --- | --- | --- | --- | --- | --- | --- | --- | --- | --- | --- | --- | --- | --- | --- | --- | --- | --- | --- |
| Atalanta          | —   | 1–2 | 2–0 | 2–0 | 2–3 | 5–0 | 2–0 | 2–2 | 1–2 | 0–0 | 3–1 | 1–0 | 3–2 | 3–0 | 1–2 | 2–1 | 4–1 | 3–0 | 3–0 | 2–0 |
| Bologna           | 1–0 | —   | 2–1 | 3–0 | 2–0 | 2–1 | 1–1 | 2–0 | 0–1 | 3–3 | 1–0 | 4–0 | 0–2 | 0–0 | 0–0 | 2–0 | 3–0 | 4–2 | 2–0 | 1–1 |
| Cagliari          | 2–1 | 2–1 | —   | 0–0 | 2–3 | 4–3 | 2–1 | 1–1 | 0–2 | 2–2 | 1–3 | 1–1 | 1–3 | 1–1 | 1–1 | 1–4 | 4–2 | 2–1 | 1–2 | 0–0 |
| Empoli            | 0–3 | 0–1 | 0–1 | —   | 1–1 | 0–0 | 0–0 | 0–1 | 0–1 | 0–2 | 0–2 | 1–1 | 0–3 | 3–0 | 1–0 | 2–1 | 1–0 | 3–4 | 3–2 | 0–0 |
| Fiorentina        | 3–2 | 2–1 | 3–0 | 0–2 | —   | 5–1 | 1–1 | 1–0 | 0–1 | 0–1 | 2–1 | 2–2 | 1–2 | 2–1 | 2–2 | 2–2 | 3–0 | 5–1 | 1–0 | 2–2 |
| Frosinone         | 2–1 | 0–0 | 3–1 | 2–1 | 1–1 | —   | 2–1 | 2–1 | 0–5 | 1–2 | 2–3 | 1–1 | 2–3 | 2–3 | 1–3 | 0–3 | 3–0 | 4–2 | 0–0 | 0–1 |
| Genoa             | 1–4 | 2–0 | 3–0 | 1–1 | 1–4 | 1–1 | —   | 1–0 | 1–1 | 1–1 | 0–1 | 2–1 | 0–1 | 2–3 | 2–2 | 4–1 | 1–0 | 2–1 | 0–0 | 2–0 |
| Hellas Verona     | 0–1 | 0–0 | 2–0 | 2–1 | 2–1 | 1–1 | 1–2 | —   | 2–2 | 2–2 | 1–1 | 2–2 | 1–3 | 1–3 | 1–3 | 2–1 | 0–1 | 1–0 | 1–2 | 1–0 |
| Inter de Milán    | 4–0 | 2–2 | 2–2 | 2–0 | 4–0 | 2–0 | 2–1 | 2–1 | —   | 1–0 | 1–1 | 2–0 | 5–1 | 2–0 | 1–1 | 1–0 | 4–0 | 1–2 | 2–0 | 4–0 |
| Juventus          | 2–2 | 1–1 | 2–1 | 1–1 | 1–0 | 3–2 | 0–0 | 1–0 | 1–1 | —   | 3–1 | 1–0 | 0–0 | 2–0 | 1–0 | 1–0 | 1–1 | 3–0 | 2–0 | 0–1 |
| Lazio             | 3–2 | 1–2 | 1–0 | 2–0 | 1–0 | 3–1 | 0–1 | 1–0 | 0–2 | 1–0 | —   | 1–0 | 0–1 | 1–1 | 0–0 | 0–0 | 4–1 | 1–1 | 2–0 | 1–2 |
| Lecce             | 0–2 | 1–1 | 1–1 | 1–0 | 3–2 | 2–1 | 1–0 | 0–1 | 0–4 | 0–3 | 2–1 | —   | 2–2 | 1–1 | 0–4 | 0–0 | 2–0 | 1–1 | 0–1 | 0–2 |
| Milan             | 1–1 | 2–2 | 5–1 | 1–0 | 1–0 | 3–1 | 3–3 | 1–0 | 1–2 | 0–1 | 2–0 | 3–0 | —   | 3–0 | 1–0 | 3–1 | 3–3 | 1–0 | 4–1 | 0–1 |
| Monza             | 1–2 | 0–0 | 1–0 | 2–0 | 0–1 | 0–1 | 1–0 | 0–0 | 1–5 | 1–2 | 2–2 | 1–1 | 4–2 | —   | 2–4 | 1–4 | 3–0 | 1–0 | 1–1 | 1–1 |
| Napoli            | 0–3 | 0–2 | 2–1 | 0–1 | 1–3 | 2–2 | 1–1 | 2–1 | 0–3 | 2–1 | 1–2 | 0–0 | 2–2 | 0–0 | —   | 2–2 | 2–1 | 2–0 | 1–1 | 4–1 |
| Roma              | 1–1 | 1–3 | 4–0 | 7–0 | 1–1 | 2–0 | 1–0 | 2–1 | 2–4 | 1–1 | 1–0 | 2–1 | 1–2 | 1–0 | 2–0 | —   | 2–2 | 1–0 | 3–2 | 3–1 |
| Salernitana       | 1–2 | 1–2 | 2–2 | 1–3 | 0–2 | 1–1 | 1–2 | 1–2 | 0–4 | 1–2 | 2–1 | 0–1 | 2–2 | 0–2 | 0–2 | 1–2 | —   | 2–2 | 0–3 | 1–1 |
| Sassuolo          | 0–2 | 1–1 | 0–2 | 2–3 | 1–0 | 1–0 | 1–2 | 3–1 | 1–0 | 4–2 | 0–2 | 0–3 | 3–3 | 0–1 | 1–6 | 1–2 | 2–2 | —   | 1–1 | 1–1 |
| Torino            | 3–0 | 0–0 | 0–0 | 1–0 | 0–0 | 0–0 | 1–0 | 0–0 | 0–3 | 0–0 | 0–2 | 2–0 | 3–1 | 1–0 | 3–0 | 1–1 | 0–0 | 2–1 | —   | 1–1 |
| Udinese           | 1–1 | 3–0 | 1–1 | 1–1 | 0–2 | 0–0 | 2–2 | 3–3 | 1–2 | 0–3 | 1–2 | 1–1 | 2–3 | 0–0 | 1–1 | 1–2 | 1–1 | 2–2 | 0–2 | —   |

## Datos y estadísticas

### Récords
- Primer gol de la temporada: Anotado por Abdou Harroui, para el Frosinone contra el Napoli (19 de agosto de 2023)
- Último gol de la temporada: Anotado por Andrea Belotti, para el Fiorentina contra el Atalanta (2 de junio de 2024)
- Gol más rápido: Anotado al minuto por Lorenzo Pellegrini, para la Roma contra el Cagliari (5 de febrero de 2024). Reporte
- Gol más cercano al final del encuentro: Anotado a los 90+14 minutos por Lazar Samardžić, para el Udinese contra el Empoli (20 de mayo de 2024). Reporte
- Mayor número de goles marcados en un partido: 7 goles en:
  - Roma 7 – 0 Empoli (17 de septiembre de 2023)
  - Cagliari 4 – 3 Frosinone (29 de octubre de 2023)
  - Empoli 3 – 4 Sassuolo (26 de noviembre de 2023)
  - Sassuolo 1 – 6 Napoli (28 de febrero de 2024)
- Partido con más espectadores: 75,676 en el Milan 0 – 1 Juventus (22 de octubre de 2023)
- Partido con menos espectadores: 7,128 en el Empoli 0 – 0 Udinese (6 de octubre de 2023)
- Mayor victoria local: Roma 7 – 0 Empoli (17 de septiembre de 2023)
- Mayor victoria visitante:
  - Sassuolo 1 – 6 Napoli (28 de febrero de 2024)
  - Frosinone 0 – 5 Inter de Milán (10 de mayo de 2024)

### Máximos goleadores
Actualizado el 26 de mayo de 2024.
| Pos. | Jugador            | Equipo            | Goles | Part. | Prom. |
| ---- | ------------------ | ----------------- | ----- | ----- | ----- |
| 1    | Lautaro Martínez   | Inter Milán       | 24    | 33    | 0.73  |
| 2    | Dušan Vlahović     | Juventus          | 16    | 33    | 0.48  |
| 3    | Victor Osimhen     | Napoli            | 15    | 25    | 0.6   |
| 4    | Olivier Giroud     | Milan             | 15    | 35    | 0.43  |
| 5    | Albert Guðmundsson | Genoa             | 14    | 35    | 0.4   |
| 6    | Paulo Dybala       | Roma              | 13    | 28    | 0.46  |
| 7    | Romelu Lukaku      | Roma              | 13    | 32    | 0.41  |
| 8    | Hakan Çalhanoğlu   | Inter Milán       | 13    | 32    | 0.41  |
| 9    | Marcus Thuram      | Inter Milán       | 13    | 35    | 0.37  |
| 10   | Duván Zapata       | Torino / Atalanta | 13    | 37    | 0.35  |

### Máximos asistentes
Actualizado el 26 de mayo de 2024.
| Pos. | Jugador            | Equipo      | Asistencias | Part. | Prom. |
| ---- | ------------------ | ----------- | ----------- | ----- | ----- |
| 1    | Paulo Dybala       | Roma        | 9           | 25    | 0.36  |
| 2    | Weston McKennie    | Juventus    | 9           | 32    | 0.28  |
| 3    | Rafael Leão        | Milan       | 8           | 30    | 0.27  |
| 4    | Olivier Giroud     | Milan       | 8           | 31    | 0.26  |
| 5    | Luis Romero        | Lazio       | 8           | 31    | 0.26  |
| 6    | Henrikh Mkhitaryan | Inter Milán | 8           | 34    | 0.24  |

### Autogoles
| Fecha      | Jugador              | Minuto        | Local          | Resultado | Visitante      | Jornada    |
| ---------- | -------------------- | ------------- | -------------- | --------- | -------------- | ---------- |
| 17/9/2023  | Alberto Grassi       | 35' , 3 – 0   | Roma           | 7 – 0     | Empoli         | Jornada 4  |
| 23/9/2023  | Matías Viña          | 21' , 1 – 1   | Sassuolo       | 4 – 2     | Juventus       | Jornada 5  |
| 23/9/2023  | Federico Gatti       | 90+5' , 4 – 2 | Sassuolo       | 4 – 2     | Juventus       | Jornada 5  |
| 1/10/2023  | Alan Matturro        | 90+1' , 2 – 2 | Udinese        | 2 – 2     | Genoa          | Jornada 7  |
| 2/10/2023  | Alberto Dossena      | 21' , 2 – 0   | Fiorentina     | 3 – 0     | Cagliari       | Jornada 7  |
| 8/10/2023  | Charles De Ketelaere | 5' , 1 – 0    | Lazio          | 3 – 2     | Atalanta       | Jornada 8  |
| 26/11/2023 | Matías Viña          | 86' , 3 – 3   | Empoli         | 3 – 4     | Sassuolo       | Jornada 13 |
| 11/12/2023 | Hamza Rafia          | 71' , 1 – 1   | Empoli         | 1 – 1     | Lecce          | Jornada 15 |
| 17/12/2023 | Rasmus Kristensen    | 49' , 2 – 0   | Bologna        | 2 – 0     | Roma           | Jornada 16 |
| 6/1/2024   | Matías Soulé         | 55' , 0 – 3   | Frosinone      | 2 – 3     | Monza          | Jornada 19 |
| 14/1/2024  | Riccardo Calafiori   | 69' , 2 – 1   | Cagliari       | 2 – 1     | Bologna        | Jornada 20 |
| 3/2/2024   | Mattia Viti          | 24' , 1 – 1   | Bologna        | 4 – 2     | Sassuolo       | Jornada 23 |
| 4/2/2024   | Paweł Dawidowicz     | 79' , 1 – 1   | Napoli         | 2 – 1     | Hellas Verona  | Jornada 23 |
| 4/2/2024   | Federico Gatti       | 37' , 1 – 0   | Inter de Milán | 1 – 0     | Juventus       | Jornada 23 |
| 9/2/2024   | Alessandro Zanoli    | 23' , 0 – 1   | Salernitana    | 1 – 3     | Empoli         | Jornada 24 |
| 10/2/2024  | Alessandro Deiola    | 26' , 0 – 1   | Cagliari       | 1 – 3     | Lazio          | Jornada 24 |
| 10/2/2024  | Angeliño             | 56' , 2 – 3   | Roma           | 2 – 4     | Inter de Milán | Jornada 24 |
| 26/2/2024  | Dean Huijsen         | 89' , 3 – 2   | Roma           | 3 – 2     | Torino         | Jornada 26 |
| 3/3/2024   | Michele Cerofolini   | 61' , 1 – 1   | Frosinone      | 1 – 1     | Lecce          | Jornada 27 |
| 11/3/2024  | Lautaro Giannetti    | 49' , 1 – 1   | Lazio          | 1 – 2     | Udinese        | Jornada 28 |
| 16/3/2024  | Norbert Gyömbér      | 17' , 0 – 1   | Salernitana    | 0 – 1     | Lecce          | Jornada 29 |
| 19/4/2024  | Alberto Dossena      | 87' , 2 – 2   | Cagliari       | 2 – 2     | Juventus       | Jornada 33 |
| 5/5/2024   | Malick Thiaw         | 87' , 3 – 3   | Milan          | 3 – 3     | Genoa          | Jornada 35 |
| 12/5/2024  | Marash Kumbulla      | 63' , 2 – 1   | Genoa          | 2 – 1     | Sassuolo       | Jornada 36 |

| Datos actualizados a 12 de mayo de 2024 |

### Hat-tricks o pókers
Aquí se encuentra la lista de hat-tricks y póker de goles (en general, tres o más goles marcados por un jugador en un mismo encuentro) conseguidos en la temporada.
| Fecha      | Jugador           | Goles           | Local       | Resultado | Visitante      | Jornada    |
| ---------- | ----------------- | --------------- | ----------- | --------- | -------------- | ---------- |
| 30/09/2023 | Lautaro Martínez  | 62' 77' 85' 89' | Salernitana | 0 – 4     | Inter de Milán | Jornada 7  |
| 01/10/2023 | Riccardo Orsolini | 21' 66' 90+2'   | Bologna     | 3 – 0     | Empoli         | Jornada 7  |
| 21/01/2024 | Szymon Żurkowski  | 13' 38' 73'     | Empoli      | 3 – 0     | Monza          | Jornada 21 |
| 26/02/2024 | Paulo Dybala      | 42' 57' 69'     | Roma        | 3 – 2     | Torino         | Jornada 26 |
| 28/02/2024 | Victor Osimhen    | 31' 41' 47'     | Sassuolo    | 1 – 6     | Napoli         | Jornada 21 |

## Premios

### Premios mensuales
| Mes        | Entrenador del mes   | Entrenador del mes | Jugador del mes    | Jugador del mes | Gol del mes           | Gol del mes   |
| Mes        | Técnico              | Equipo             | Jugador            | Equipo          | Jugador               | Equipo        |
| ---------- | -------------------- | ------------------ | ------------------ | --------------- | --------------------- | ------------- |
| Agosto     | Roberto D'Aversa     | Lecce              | —                  | —               | —                     | —             |
| Septiembre | Alessio Dionisi      | Sassuolo           | Rafael Leão        | Milan           | Marcus Thuram         | Inter Milán   |
| Octubre    | Simone Inzaghi       | Inter Milán        | Lautaro Martínez   | Inter Milán     | Gianluca Scamacca     | Atalanta      |
| Noviembre  | Massimiliano Allegri | Juventus           | Paulo Dybala       | Roma            | Federico Dimarco      | Inter Milán   |
| Diciembre  | Vincenzo Italiano    | Fiorentina         | Christian Pulisic  | Milan           | Cyril Ngonge          | Hellas Verona |
| Enero      | Simone Inzaghi       | Inter Milán        | Dušan Vlahović     | Juventus        | Antonio Candreva      | Salernitana   |
| Febrero    | Thiago Motta         | Bolonia            | Paulo Dybala       | Roma            | Michael Folorunsho    | Hellas Verona |
| Marzo      | Thiago Motta         | Bolonia            | Alessandro Bastoni | Inter Milán     | Dany Mota             | Monza         |
| Abril      | Simone Inzaghi       | Inter de Milán     | Paulo Dybala       | Roma            | Matteo Politano       | Napoli        |
| Mayo       | Gian Piero Gasperini | Atalanta           | Riccardo Calafiori | Bolonia         | Khvicha Kvaratskhelia | Napoli        |

## Fichajes

### Fichajes más caros del mercado de verano
| Jugador           | Club de destino | Club de origen      | Precio (€) | Ref.   |
| ----------------- | --------------- | ------------------- | ---------- | ------ |
| Benjamin Pavard   | Inter Milán     | Bayern Múnich       | 30.000.000 | [ 87 ] |
| Moise Kean        | Juventus        | Everton             | 30.000.000 | [ 88 ] |
| Manuel Locatelli  | Juventus        | Sassuolo            | 30.000.000 | [ 89 ] |
| Jesper Lindstrøm  | Napoli          | Eintracht Fráncfort | 30.000.000 | [ 90 ] |
| El Bilal Touré    | Atalanta        | Almería             | 28.000.000 | [ 91 ] |
| Giacomo Raspadori | Napoli          | Sassuolo            | 26.000.000 | [ 92 ] |
| Gianluca Scamacca | Atalanta        | West Ham United     | 25.000.000 | [ 93 ] |
| Christian Pulisic | Milan           | Chelsea             | 20.000.000 | [ 94 ] |
| Samu Chukwueze    | Milan           | Villarreal          | 20.000.000 | [ 95 ] |
| Yunus Musah       | Milan           | Valencia            | 20.000.000 | [ 96 ] |

| Datos actualizados a 6 de septiembre de 2023. Fuentes: |

### Fichajes más caros del mercado de invierno
| Jugador             | Club de destino | Club de origen     | Precio (€) | Ref.    |
| ------------------- | --------------- | ------------------ | ---------- | ------- |
| Cyril Ngonge        | Napoli          | Hellas Verona      | 18.000.000 | [ 97 ]  |
| Santiago Castro     | Bolonia         | Vélez Sarsfield    | 12.000.000 | [ 98 ]  |
| Tommaso Baldanzi    | Roma            | Empoli             | 10.000.000 | [ 99 ]  |
| Isak Hien           | Atalanta        | Hellas Verona      | 8.500.000  | [ 100 ] |
| Tajon Buchanan      | Inter Milán     | Brujas             | 7.000.000  | [ 101 ] |
| Ruslan Malinovskyi  | Genoa           | Olympique Marsella | 7.000.000  | [ 102 ] |
| Josh Doig           | Sassuolo        | Hellas Verona      | 6.000.000  | [ 103 ] |
| Tiago Djaló         | Juventus        | Lille              | 5.100.000  | [ 104 ] |
| Mihajlo Ilić        | Bolonia         | Partizán           | 4.500.000  | [ 105 ] |
| Filippo Terracciano | Milan           | Hellas Verona      | 4.500.000  | [ 106 ] |

| Datos actualizados a 12 de mayo de 2024. Fuentes: |